# Mayobius schmidti
Mayobius schmidti är en mångfotingart som beskrevs av Chamberlin 1944. Mayobius schmidti ingår i släktet Mayobius och familjen stenkrypare.
Artens utbredningsområde är Guatemala. Inga underarter finns listade i Catalogue of Life.